# Androsace lowariensis
Androsace lowariensis är en viveväxtart som beskrevs av Y. Nasir. Androsace lowariensis ingår i släktet grusvivor, och familjen viveväxter. Inga underarter finns listade i Catalogue of Life.